# Sinbad - A Lenda dos Sete Mares
Sinbad: Legend of the Seven Seas (br/pt: Sinbad - A Lenda dos Sete Mares) é um filme de animação estreado em 2003, dirigido por Patrick Gilmore e Tim Johnson. O filme foi um êxito no seu lançamento, e é um dos últimos filmes que se fez sobre a lendária personagem Simbad, o filme muda o cenário do Oriente Médio pelo de Siracusa, na Sicília e também teve inspiração em mitos gregos como o de Damão e Pítias.

## Sinopse
Sinbad, o aventureiro mais ousado e famoso que cruzou os sete mares, passou a vida correndo riscos e por fim encontra-se num perigo maior do que jamais sonhou. Na cidade de Siracusa, na Sicilia, ele é acusado de roubar um dos tesouros mais valiosos do mundo, o Livro da Paz. Para provar sua inocência, Sinbad deve encontrá-lo e recuperá-lo se não quiser que matem o seu melhor amigo, Proteu. Mas Éris, a deusa da discórdia, que guarda o livro, põe Sinbad em uma situação difícil, na qual ele deve ir até o Tártaro para buscar o precioso artefato. Ele acaba partindo na aventura com a noiva de Proteu, Marina, por quem acaba se apaixonando.

## Elenco
- Brad Pitt: Sinbad
- Catherine Zeta-Jones: Marina
- Michelle Pfeiffer: Éris, Deusa da Discórdia
- Joseph Fiennes: Proteu
- Dennis Haysbert: Cale
- Adriano Giannini: Rato